# Felipe Molina Verdejo
Felipe Molina Verdejo (Madrid, 1924 - Jaén, 21 de septiembre de 1997) fue un poeta español representativo de la poesía giennense de la segunda mitad del siglo XX. Algunas de sus obras se insertaban en la corriente de la poesía desarraigada. Figura en diversas antologías poéticas giennenses y andaluzas.
De profundo sentido religioso y amante de su tierra, gran parte de su obra fue enfocada hacia estas dos vertientes, con poemas hacia Santa Teresa de Jesús, San Juan de la Cruz o a Nuestro Padre Jesús Nazareno de Jaén, así como sobre paisajes, olivares, monumentos y elementos diversos de la provincia de Jaén. Otros poemas seguían una línea costumbrista y neocostumbrista.

## Biografía
Desde los diez años residió en Jaén. Estudió Magisterio, iniciando asimismo las carreras de Filosofía y Humanidades en el Seminario de Jaén y de Filosofía y Letras en el de Vitoria. Ejerció como profesor de latín en una academia privada.
Colaboró intensamente en periódicos locales como Diario Jaén e Ideal Jaén, y en revistas como Senda de los Huertos, Advinge, Cruzada o Paisaje, entre otras, o en el boletín del Instituto de Estudios Giennenses.
Fue copromotor, junto a poetas como Diego Sánchez del Real, de la revista literaria Advinge (1952-1955), y primer director de la revista cuatrimestral Claustro Poético, fundada en 1995. Formó parte del "Grupo Literario El Olivo", fundado en 1969.

## Obras
- Del ser y el sentir (poemas de la vida doliente) (libro, publicado en 1954)[1][2]
- Poemas (1956)[1]
- Los espejos cóncavos (1980)[1]
- Las piedras angulares (poemario, publicado en Jaén, 1989)[2]
- Épico Jaén, lírico Jaén (Rapsodia en morado) (poemario, publicado en Jaén, 1995)[2]

## Homenajes
- El ayuntamiento de Jaén le dedicó una calle de la ciudad en su memoria.[8]
- El ayuntamiento de Jaén asimismo homenajeó a su figura en el VII Premio de Poesía (1998), en sus modalidades Internacional y Provincial.[9]